# Oster (Érezée)
Ne doit pas être confondu avec Oster (Manhay).
Oster est un hameau belge de la commune d'Érezée située en province de Luxembourg.
Avant la fusion des communes de 1977, Oster faisait déjà partie de la commune d'Érezée.

## Situation et description
Ce hameau ardennais se trouve à environ 2 km au nord d'Érezée. Il se situe sur une crête culminant à une altitude de 360 m et dominant à l'ouest la vallée de l'Aisne et à l'est la vallée de l'Estinale. Le hameau compte quelques exploitations agricoles.